# Nectopsyche spiloma
Nectopsyche spiloma är en nattsländeart som först beskrevs av Ross 1944.  Nectopsyche spiloma ingår i släktet Nectopsyche och familjen långhornssländor. Inga underarter finns listade i Catalogue of Life.